# Comuna Bunila, Hunedoara
Bunila (în maghiară: Bunyila) este o comună în județul Hunedoara, Transilvania, România, formată din satele Alun, Bunila (reședința), Cernișoara Florese, Poienița Voinii și Vadu Dobrii.

## Demografie
Componența etnică a comunei Bunila
     Români (83,81%)
     Maghiari (2,02%)
     Alte etnii (0%)
     Necunoscută (14,17%)
Componența confesională a comunei Bunila
     Ortodocși (75,3%)
     Penticostali (8,1%)
     Alte religii (2,02%)
     Necunoscută (14,57%)
Conform recensământului efectuat în 2021, populația comunei Bunila se ridică la 247 de locuitori, în scădere față de recensământul anterior din 2011, când fuseseră înregistrați 306 locuitori. Majoritatea locuitorilor sunt români (83,81%), cu o minoritate de maghiari (2,02%), iar pentru 14,17% nu se cunoaște apartenența etnică. Din punct de vedere confesional, majoritatea locuitorilor sunt ortodocși (75,3%), cu o minoritate de penticostali (8,1%), iar pentru 14,57% nu se cunoaște apartenența confesională.

## Politică și administrație
Comuna Bunila este administrată de un primar și un consiliu local compus din 9 consilieri. Primarul, Romulus Stroia[*], de la Partidul Național Liberal, este în funcție din 2016. Începând cu alegerile locale din 2024, consiliul local are următoarea componență pe partide politice:
|  | Partid                          | Consilieri | Componența Consiliului | Componența Consiliului | Componența Consiliului | Componența Consiliului | Componența Consiliului | Componența Consiliului |
|  | ------------------------------- | ---------- | ---------------------- | ---------------------- | ---------------------- | ---------------------- | ---------------------- | ---------------------- |
|  | Partidul Național Liberal       | 6          |                        |                        |                        |                        |                        |                        |
|  | Partidul Social Democrat        | 2          |                        |                        |                        |                        |                        |                        |
|  | Alianța pentru Unirea Românilor | 1          |                        |                        |                        |                        |                        |                        |

## Atracții turistice
- Biserica de lemn "Adormirea Maicii Domnului" din satul Alun, construcție secolul al XVII-lea, monument istoric
- Biserica de lemn "Pogorârea Duhului Sfânt" din satul Bunila, construcție 1903
- Casa memorială "Drăgan Muntean" din satul Poienița Voinii
- Codrii Seculari din satul Vadu Dobrii
- Cheile Cernei și Ținutul Pădurenilor (situri de importanță comunitară incluse în rețeaua ecologică europeană Natura 2000 în România).